# Памплонита
Памплонита (исп. Pamplonita) — небольшой город и муниципалитет в северо-восточной части Колумбии, на территории департамента Северный Сантандер. Входит в состав Юго-Западного субрегиона.

## История
Поселение, из которого позднее вырос город, было основано 22 февраля 1550 года Хуаном де Мальдонадо и Педро Алонсо де лос Ойосом.

## Географическое положение

Муниципалитет Памплонита

Город расположен в южной части департамента, в горной местности Восточной Кордильеры, в левобережной части долины реки Памплониты, на расстоянии приблизительно 49 километров к юго-юго-западу (SSW) от города Кукута, административного центра департамента. Абсолютная высота — 1733 метра над уровнем моря.
Муниципалитет Памплонита граничит на севере с территорией муниципалитета Бочалема, на северо-востоке и востоке — с муниципалитетом Чинакота, на юго-востоке — с муниципалитетом Толедо, на юге — с муниципалитетами Лабатека и Памплона, на западе — с муниципалитетом Кукутилья. Площадь муниципалитета составляет 176 км².

## Население
По данным Национального административного департамента статистики Колумбии, совокупная численность населения города и муниципалитета в 2015 году составляла 4932 человека.
Динамика численности населения муниципалитета по годам:
| 2005 | 2006 | 2007 | 2008 | 2009 | 2010 | 2011 | 2012 | 2013 | 2014 | 2015 |
| ---- | ---- | ---- | ---- | ---- | ---- | ---- | ---- | ---- | ---- | ---- |
| 4792 | 4807 | 4821 | 4836 | 4850 | 4864 | 4878 | 4892 | 4905 | 4919 | 4932 |

Согласно данным переписи 2005 года мужчины составляли 51,8 % от населения Памплониты, женщины — соответственно 48,2 %. В расовом отношении белые и метисы составляли 99,96 % от населения города; негры, мулаты и райсальцы — 0,04 %.
Уровень грамотности среди всего населения составлял 86,6 %.

## Экономика
Основу экономики Памплониты составляет сельское хозяйство.
58,6 % от общего числа городских и муниципальных предприятий составляют предприятия торговой сферы, 34 % — предприятия сферы обслуживания, 7,4 % — промышленные предприятия.

## Транспорт
К востоку от города проходит национальное шоссе № 55 (исп. Ruta Nacional 55).